# Bataille de Gamboru Ngala (2014)
Pour les articles homonymes, voir Bataille de Gamboru Ngala.
Insurrection djihadiste au Nigeria
La première bataille de Gamboru Ngala se déroule le 25 août 2014 pendant l'insurrection de Boko Haram.

## Déroulement
Le 25 août 2014, les forces de Boko Haram attaquent la ville de Gamboru Ngala, où se trouvent une base militaire et un poste de police des forces gouvernementales nigérianes,.
L'attaque commence à l'aube, vers 5h30. Divisés en plusieurs groupes, les djihadistes attaquent simultanément le poste de police et la caserne, située un peu à l'écart de la ville Les combats font rage pendant toute la journée.

Craignant un nouveau massacre, après celui du 5 mai, des milliers d'habitants prennent la fuite vers le Cameroun,.
Les forces de Boko Haram prennent l'avantage sur les militaires nigérians, au moins 300 soldats se replient sur Fotokol au Cameroun, abandonnant la ville aux djihadistes.

## Massacres
Gamboru Ngala avait été la cible d'un premier massacre le 5 mai 2014. Après la prise de la ville le 25 août, de nouvelles tueries sont commises contre les civils.
La plupart des habitants de la petite ville prennent la fuite, au total plus de 15 000 civils nigérians trouvent refuge à Fotokol, au Cameroun.
Selon des civils rescapés, les djihadistes affirment établir le califat islamique sur les territoires sous leur contrôle, ils chassent la population et abattent ceux qui refusent de partir. Les violences commencent d'abord par des meurtres ciblés, puis dégénèrent en massacres. Le plus haut dignitaire musulman de la ville figure notamment parmi les morts,.